# PlayStation Portable Slim & Lite
La Playstation Portable Slim & Lite es una videoconsola portátil de séptima generación basada en la PlayStation Portable fabricada y distribuida por la compañía japonesa Sony.

## Lanzamiento
Durante la feria E3 de 2007 Sony anunció una nueva versión de su videoconsola portátil Playstation Portable bajo el nombre de Playstation Portable Slim & Lite (delgada y ligera) Los cambios sobre la anterior más que de diseño exterior, que permanece prácticamente inalterable, consisten en menor peso (de 280 gramos a 189 gramos, un 33%) y menor grosor (un 19%), además de un menor tiempo de carga de los juegos, ya que posee una memoria en caché. La PSP Slim & Lite lleva una codificación diferente (PSP 2000) conforme al sistema regional de numeración de la PSP original (PSP 1000)
Fue lanzada en Europa el 5 de septiembre de 2007, en Norteamérica el 6 de septiembre de 2007 y en Corea del Sur el 7 de septiembre de 2007. 
Psp slim posee mejoras respecto a su antecesora ya que su diseño es más ergonómico y su reducción de peso hace más cómodo su transporte y manejo.

## Características
- Conectividad Wi-Fi.
- Batería Li-ion 1200 mAh.
- Menor peso y tamaño.
- Nuevo acabado esmaltado.
- Puerto de salida de vídeo para visionar el contenido de la consola en un televisor.
- Interruptor Wi-Fi movido a la parte superior de la consola.
- Nuevo diseño de la bandeja de carga de los discos UMD, sin botón de extracción del UMD.
- Desaparición del puerto de infrarrojos.
- Reposicionamiento de los altavoces en la parte superior de la pantalla para un mejor sonido y calidad.
- Rediseño y relocalización de la bahía de carga de la Memory Stick con nueva tapa.
- Rediseño del joystick analógico.
- 15 nuevos colores de tema.
- 64 MB de memoria Nand Flash.

Características con accesorios no incluidos:
- Cámara fotografíca y/o video de alta resolución (como accesorio adicional).
- GPS en contorno a Google Maps

### Sitios oficiales
- Sitio Oficial de la Playstation Portable (Japón)
- Sitio Oficial de la Playstation Portable (Europa)
- Sitio Oficial de la Playstation Portable (EE. UU.)
- Sitio Oficial de la Playstation Portable (Australia y Nueva Zelanda)